# ISO 3166-2:VG
ISO 3166-2:VG — стандарт Международной организации по стандартизации, который определяет геокоды. Является подмножеством стандарта ISO 3166-2, относящимся к Британским Виргинским островам. Стандарт охватывает Британские Виргинские острова, являющиеся заморской территорией Великобритании. Геокод состоит из: кода Alpha2 по стандарту ISO 3166-1 для Британских Виргинских островов — VG. Геокод Британских Виргинских островов являются подмножеством кода домена верхнего уровня — VG, присвоенного Британским Виргинским островам в соответствии со стандартами ISO 3166-1.

## Геокоды Британских Виргинских островов
| Название                            | Alpha2 | Alpha3 | цифровой | Геокод по ISO 3166-2 | Статус               |
| ----------------------------------- | ------ | ------ | -------- | -------------------- | -------------------- |
| Виргинские Острова (Великобритания) | VG     | VGB    | 092      | не присвоен          | заморская территория |

## Геокоды пограничных Британским Виргинским островам государств
- Сен-Мартен — ISO 3166-2:MF (на юго-востоке (морская граница)),
- Ангилья — ISO 3166-2:AI (на юго-востоке (морская граница)),
- Бонайре, Синт-Эстатиус и Саба — ISO 3166-2:BQ (на юго-востоке (морская граница)),
- Американские Виргинские острова — ISO 3166-2:VI (на юге, на западе (морская граница)).